# مهدی پیرجهان
مهدی پیرجهان (زادهٔ ۱ مهر ۱۳۷۸ در تبریز) دوندهٔ ۴۰۰ متر بامانع اهل ایران و رکورددار فعلیِ این ماده است.

## زندگی‌نامه
مهدی پیرجهان در اول مهرماه ۱۳۷۸ در شهر تبریز به دنیا آمد. کودکی پرفرازونشیبی داشت و ابتدا بسیار به فوتبال علاقه‌مند بود. در ۱۲ سالگی‌اش خانوادهٔ او، به واسطهٔ شغل پدرش که نظامی است، به شهر مرزیِ پلدشت در استان آذربایجان غربی نقل مکان کرد و سه سال در آن شهر زندگی کردند. مهدی در پلدشت در یک سالن فوتسال به این ورزش پرداخت. خانوادهٔ پیرجهان پس از سه سال به تبریز بازگشت و مهدی سعی در ادامهٔ فعالیت ورزشی در رشتهٔ فوتبال داشت، اما پس از مدتی، به‌طور اتفاقی و توسط خاله‌اش ــ که خود از قهرمانان دو و میدانی و یکی از مربیان این ورزش است ــ به پیست باغشمال رفت و از او تست دو۱۵۰۰متر گرفته شد و در نخستین رکوردگیری، موفق به کسبِ رکوردِ ۱۳:۰۰ ثانیه شد و مدتی بعد به‌طور جدی به رشتهٔ دو و میدانی روی آورد. پیرجهان ابتدا در دوهای استقامت فعالیت می‌کرد و سپس به مرور زمان به تمرین در ۴۰۰ متر پرداخت و بالاخره به رشتهٔ تخصصیِ خود، یعنی ۴۰۰ متر بامانع، گرایش پیدا کرد و فعالیتش را زیر نظر مستقیم ایوب دادروان ادامه داد و به‌سرعت به قهرمان جوانان ایران و سپس قهرمان و رکورددار ایران بدل گشت.

## افتخارات
پیرجهان در سال ۱۳۹۷ به تیم ملی دو و میدانی ایران
مهدی پیرجهان موفق شد سهمیه حضور در بازیهای المپیک تابستانی توکیو را کسب کند. وی تنها یک روز قبل از اعزام به المپیک، به دلیل مثبت شدن تست کرونا حضور در این رویداد مهم را از دست داد.

### شکستن رکورد ایران
پیرجهان در ۲۸ اوت ۲۰۱۹ در مسابقات قهرمانی بین‌المللی دو و میدانی در لکهنو، هندوستان، رکورد دو ۴۰۰ متر بامانع ایران را، که پیشتر ازآنِ خود بود، با زمانِ ۴۹٫۳۳ ثانیه شکست. اما…

پیرجهان، که با عنوان «دوندهٔ خوش‌آتیهٔ مادهٔ ۴۰۰ متر بامانع» از او یاد می‌شود، در مرحلهٔ نهایی مسابقات جام کازانُف، با ثبت رکورد ۴۹٫۳۳ ثانیه، ضمن کسب عنوان قهرمانی و مدال طلا، رکورد ملی این ماده را نیز، که ازآنِ خودش بود، بهبود بخشید. پیرجهان در این رقابت برای کسب سهمیهٔ رقابت‌های جهانیِ قطر (مهرماه ۱۳۹۸) تنها سه صدم ثانیه اختلاف داشت. رکورد ورودیِ مسابقات قهرمانیِ جهان در مادهٔ ۴۰۰ متر بامانع ۴۹٫۳۰ ثانیه تعیین شده بود.
او نخستین ایرانی‌ای است که در این مادهٔ سنگین، رکوردِ کمتر از ۵۰ ثانیه را به دست آورده است.

### رکوردشکنی‌های پیاپی
پیرجهان در سال ۱۳۹۸ موفق شد بار رکورد دو ۴۰۰ متر بامانع ایران را جابه‌جا کند.

جدولِ سیرِ پیشرفتِ رکوردهای ملی پیرجهان:
| رکورد       | رویداد                                           | مکان             | تاریخ           |
| ----------- | ------------------------------------------------ | ---------------- | --------------- |
| ۵۰٫۹۸ ثانیه | مسابقات قهرمانی جوانان جهان                      | فنلاند           | ۲۲ تیر ۱۳۹۷     |
| ۵۰٫۶۲ ثانیه | مسابقات لیگ قهرمانی کشور (مرحلهٔ اول)             | تهران            | ۹ مهر ۱۳۹۷      |
| ۵۰٫۳۲ ثانیه | مسابقات قهرمانی دو و میدانی آسیا (مرحلهٔ مقدماتی) | دوحه، قطر        | ۱ اردیبهشت ۱۳۹۸ |
| ۵۰٫۱۹ ثانیه | مسابقات قهرمانی دو و میدانی آسیا (مرحلهٔ پایانی)  | دوحه، قطر        | ۲ اردیبهشت ۱۳۹۸ |
| ۵۰٫۰۷ ثانیه | مسابقات لیگ طلایی کشور (مرحلهٔ مقدماتی)           | تهران            | ۹ خرداد ۱۳۹۸    |
| ۴۹٫۹۵ ثانیه | مسابقات دو و میدانی جام کازانُف                   | آلماتی، قزاقستان | ۱۵ تیر ۱۳۹۸     |
|             | مسابقات دو و میدانی جام کازانُف                   |                  |                 |
| ۴۹٫۵۳ ثانیه | مسابقات دو و میدانی جام کازانُف                   | تهران            | ۴ مرداد ۱۳۹۸    |
| ۴۹٫۳۳ ثانیه | مسابقات دو و میدانی جام کازانُف                   | لکهنو، هندوستان  | ۷ شهریور ۱۳۹۸   |

### رکوردها در سایر دوها
- ۴۰۰ متر: ۴۷٫۰۱ ثانیه (تهران، ۳ مرداد ۱۳۹۸)
- ۱۱۰ مانع: ۱۴٫۲۳ ثانیه (تهران ۱۴۰۱)

## مسابقات بین‌المللی
| سال           | مسابقه                            | محل برگزاری   | مقام          | رویداد             | توضیحات       |
| نماینده ایران | نماینده ایران                     | نماینده ایران | نماینده ایران | نماینده ایران      | نماینده ایران |
| ------------- | --------------------------------- | ------------- | ------------- | ------------------ | ------------- |
| ۲۰۱۸          | مسابقات قهرمانی جوانان آسیا       | استان گیفو    | سوم           | دو ۴۰۰ متر بامانع  | ۵۱٫۱۸         |
| ۲۰۱۸          | مسابقات قهرمانی جوانان جهان       | تامپره        | ۷ام           | دو ۴۰۰ متر بامانع  | ۵۱٫۱۵         |
| ۲۰۱۹          | مسابقات قهرمانی آسیا              | دوحه          | ۶ام           | دو ۴۰۰ متر بامانع  | ۵۰٫۱۸         |
| ۲۰۱۹          | مسابقات جهانی                     | دوحه          | ۲۵ام (h)      | دو ۴۰۰ متر بامانع  | ۵۰٫۴۶         |
| ۲۰۲۲          | مسابقات کشورهای اسلامی قونیه ۲۰۲۲ | قونیه         | ۴ام           | دو ۴۰۰ متر با مانع | ۴۹٫۳۵         |